# Fado Bicha
Fado Bicha (Portugal, 2017) é um duo musical e ativista português formado por Lila Fadista e João Caçador.

## Biografia
Fado Bicha iniciou atividade em março de 2017, quando Lila Fadista procurava criar um canal que lhe permitisse acolher as suas aspirações artísticas ativistas envolvendo o fado e a exploração da sua identidade queer. Pouco depois de começar a cantar sozinha no FavelaLx, um bar localizado em Alfama, em Lisboa, capturou as atenções de João Caçador que, depois de convencido a ensaiar com Lila por um amigo, acabou por se juntar ao projeto no papel de guitarrista.

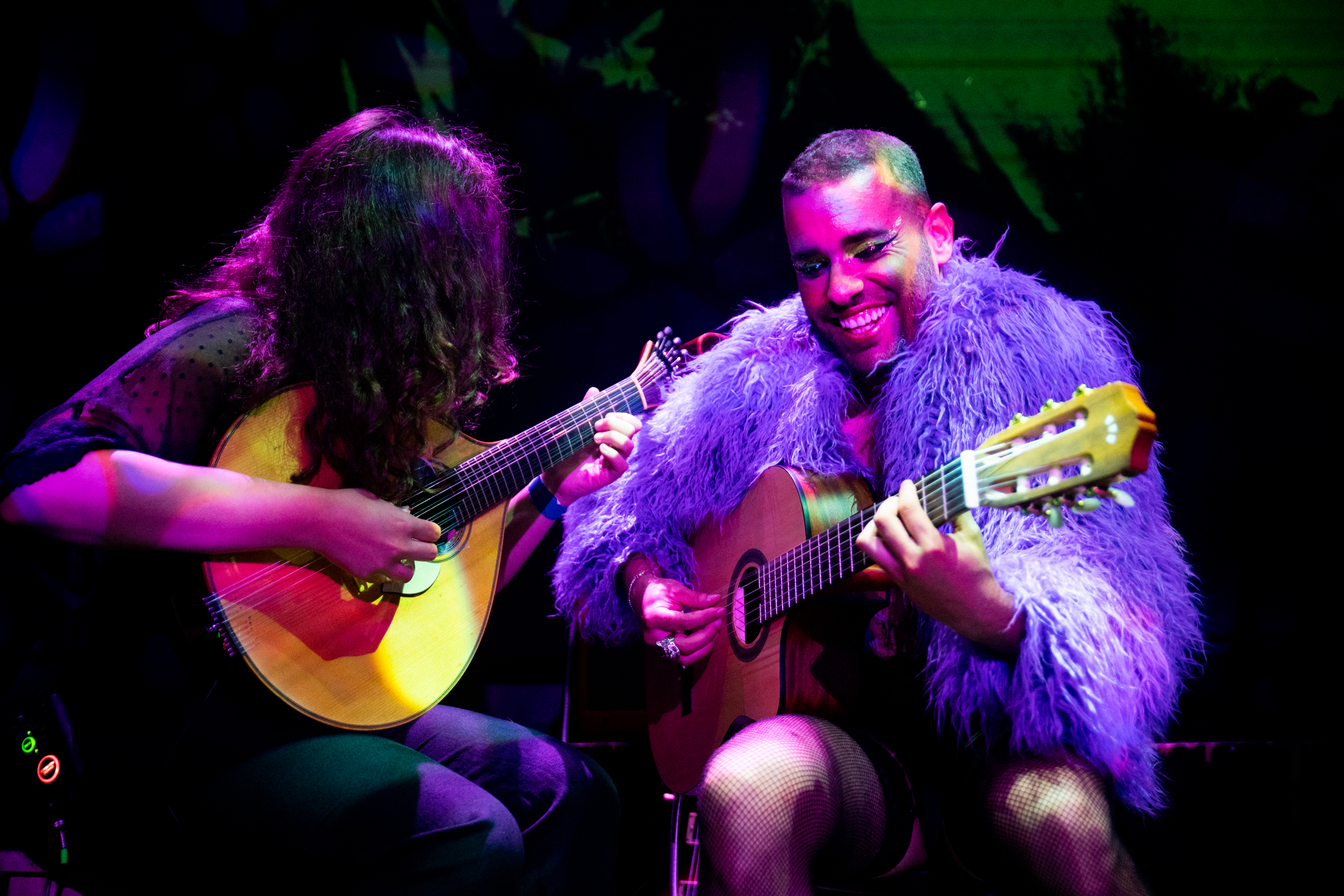
João Caçador, guitarrista, durante concerto com Fernanda Maciel na guitarra portuguesa

Em 2018, depois de um ano em que tocaram em múltiplos espaços mais periféricos no circuito de salas e bares em Lisboa, o duo foi convidado a atuar em locais como o festival Política, onde tocaram para 500 pessoas no Cinema São Jorge , ou na  cerimónia de encerramento do sexto fórum europeu no âmbito das comemorações do Dia Internacional de Luta contra a Homofobia, Transfobia e Bifobia. 
No ano de 2019, depois de dois anos onde deram cerca de 100 concertos, a dupla estreou-se oficialmente nos lançamentos com o single "O Namorico do André", uma adaptação de Namorico da Rita, cantada originalmente por Amália Rodrigues. 
Ainda durante o ano de 2019, as Fado Bicha lançaram uma versão da canção "A Mulher do Fim do Mundo", do álbum homónimo, de Elza Soares, e Lila Fadista, single que anunciou o seu disco de estreia, OCUPAÇÃO. 
Participam na edição de 2022, do Festival RTP da Canção, com a canção "Povo Pequenino", tendo falhado o apuramento para a final, e contribuem para a nona edição da revista Headmaster com o curta-duração Every name is punishment. 
Em 2022, OCUPAÇÃO é lançado quase três anos após o seu anúncio original. Produzido por Moullinex (Luís Clara Gomes), o disco foi consagrado como um dos melhores discos portugueses do ano pela equipa da Blitz, tendo ainda incluído nas listas de final de ano da Antena 3 e de publicações como as revistas digitais Rimas e Batidas ou Espalha-Factos.  No mesmo ano, Larie (fka Labaq ), multi-instrumentista brasileire não-binárie, junta-se ao duo para os concertos ao vivo.
Lila e João atuam também em teatro, nomeadamente nas peças "Xtròrdinário" (2019) e "Casa Portuguesa" (2022-2024), de Pedro Penim, e no cinema, em "À procura de António Botto" (2019), de Cristina Ferreira Gomes, "A mulher sem corpo" (2021), de António Borges Correia e (apenas João) em "Fogo-fátuo" (2022), de João Pedro Rodrigues.

## Reconhecimentos e prêmios
Em 2019, o Fado Bicha foi distinguido com um Prémio Arco-Íris, da associação ILGA Portugal.

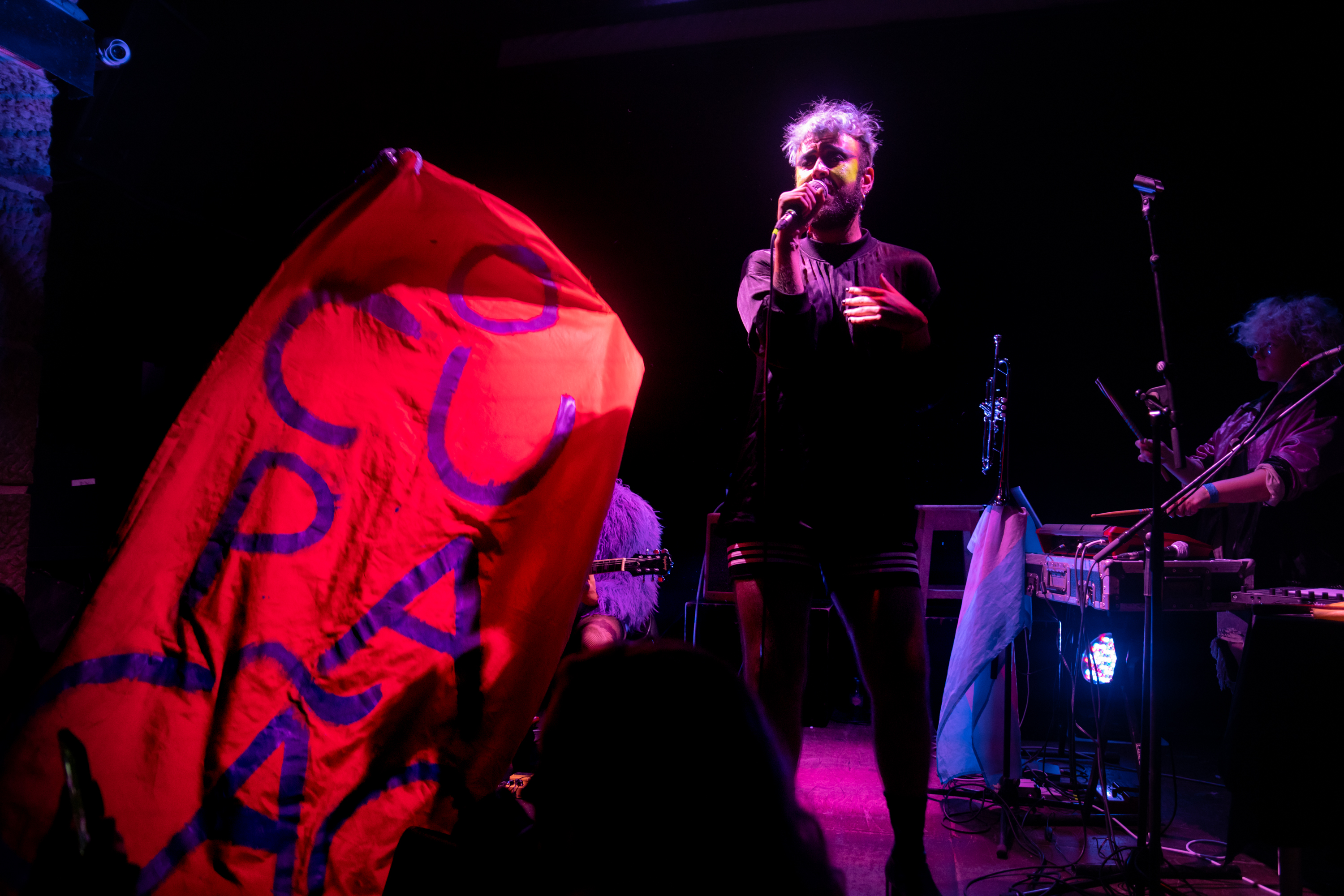
Ocupação

## Discografia
Entre a sua discografia encontram-se: 
- O Namorico do André (Single, 2019)

- Mulher do Fim do Mundo (Single, 2019)

- Lila Fadista (Single, 2019)

- Every name is punishment: an exercise for Headmaster magazine (EP, 2021)

- OCUPAÇÃO (LP, 2022)

## Controvérsia
Em janeiro de 2023, o duo fez parte de um protesto controverso que consistiu na invasão de palco por parte de uma cidadã brasileira trans residente em Portugal, Keyla Brasil, que se apresentou como atriz e puta, durante uma apresentação de uma adaptação teatral do filme Tudo Sobre a Minha Mãe. no Teatro São Luiz, em Lisboa. Keyla Brasil exigiu que André Patrício, ator cisgénero que interpretava uma personagem trans, abandonasse o palco, protestando contra o facto de um ator cisgénero estar a interpretar uma personagem trans. A apresentação acabou por ser cancelada de imediato. Posteriormente, a direção da peça contratou a atriz trans Maria João Vaz para substituir André Patrício nas apresentações restantes. O acontecimento teve repercussão na generalidade dos maiores órgãos de comunicação social portugueses e também em alguns brasileiros.
No Instagram da dupla Fado Bicha, foi colocada uma gravação do momento da invasão de palco, tendo a dupla escrito o seguinte: "Fizemos uma ação direta ontem no Teatro Municipal S. Luiz, durante a apresentação da peça "Tudo sobre a minha mãe", assim que o ator André Patrício entra, em transfake. O rosto e o corpo visíveis desta ação direta foi o da Keyla Brasil (...), atriz e performer travesti brasileira. Houve mais ativistas trans na plateia, para defenderam a Keyla, caso fosse necessário, e no balcão, a pendurar cartazes com mensagens."
Mais tarde, o ator André Patrício escreveu o seguinte na sua conta do Instagram: "Concordo que uma minoria, agredida e maltratada, assassinada até, deve ser ajudada e apoiada pela sociedade. (...) Não sou a favor da violência nem da invasão de palco".Afirmou ainda que "[se sentiu] violentado e castrado na [sua] arte".